# Station Snodland
Snodland is een spoorwegstation van National Rail in Snodland, Tonbridge and Malling in Engeland. Het station is eigendom van Network Rail en wordt beheerd door Southeastern. Het station is geopend in 1856.